# کلیسا و درمانگاه تاریخی لیلیان
کلیسا و درمانگاه تاریخی لیلیان مربوط به دوره قاجار است و در شهرستان خمین، بخش کمره، دهستان خرمدشت، روستای لیلیان واقع شده و این اثر در تاریخ ۲۰ اردیبهشت ۱۳۸۶ با شمارهٔ ثبت ۱۹۰۶۴ به‌عنوان یکی از آثار ملی ایران به ثبت رسیده است.